# Arkyidae
Arkyidae L. Koch, 1872 è una famiglia di ragni appartenente all'infraordine Araneomorphae.

## Etimologia
Il nome deriva dal greco ἄρκυς, àrkys, cioè rete da caccia, a causa del modo di disporre la ragnatela. Di seguito il suffisso -idae che ne denota l'appartenenza ad una famiglia.

## Caratteristiche
Questi ragni si distinguono macroscopicamente per le seguenti peculiarità: entrambi i sessi hanno la fila posteriore degli occhi di forma procurva; gli occhi mediani posteriori sono distanziati maggiormente rispetto agli occhi mediani anteriori. La forma dell'opistosoma è marcatamente triangolare nei maschi. Si distinguono inoltre dagli araneidi e dai tetragnatidi per non utilizzare le ragnatele al fine di catturare prede.

## Distribuzione
I 2 generi sono stati rinvenuti in Oceania e Indonesia.

## Tassonomia
Questa famiglia è stata creata con due generi già noti alla scienza, accomunati dall'avere caratteristiche sia delle Araneidae che delle Tetragnathidae, a seguito di un lavoro dell'aracnologo Dimitrov e altri del 2017.
Attualmente, a novembre 2020, si compone di 2 generi e 38 specie:
- Arkys Walckenaer, 1837 - Oceania e Indonesia (31 specie)
- Demadiana Strand, 1929 - Australia, Tasmania (6 specie)